# Філімонов Дмитро Хомич
Дмитро Хомич Філімонов (14 листопада 1903, місто Ананьїв, тепер Одеської області — 15 червня 1978, СРСР) — білоруський радянський діяч, секретар ЦК КП Білорусії. Член Бюро ЦК КП Білорусі в 1957—1968 роках. Депутат Верховної ради Білоруської РСР 4—7-го скликань. Депутат Верховної Ради СРСР 5-го скликання.

## Життєпис
З 1920 року працював кочегаром у місті Ананьєві, робітником друкарні в Ленінграді, старшим техніком в Лененерго.
Член ВКП(б) з 1929 року.
У 1932—1933 роках — начальник будівельної дільниці на Далекому Сході.
У 1935 закінчив Ленінградський інститут інженерів промислового будівництва.
З 1935 року — начальник дільниці на будівництві промислово-будівельного комбінату «Північнікель» у місті Мончегорську.
У 1938—1940 роках — 1-й секретар Мончегорського районного комітету ВКП(б) Мурманської області.
У 1940—1941 роках — секретар Мурманського обласного комітету ВКП(б). У 1941—1943 роках — секретар Мурманського обласного комітету ВКП(б) із промисловості.
У 1943—1945 роках — заступник секретаря Мурманського обласного комітету ВКП(б) із промисловості — завідувач промислового відділу Мурманського обласного комітету ВКП(б). Керівник оборонних робіт на Мурманському напрямку.
У 1945—1946 роках — 1-й секретар Печензького районного комітету ВКП(б) Мурманської області.
У 1946—1947 роках — заступник секретаря Великолуцького обласного комітету ВКП(б) із промисловості — завідувач відділу паливно-енергетичної промисловості Великолуцького обласного комітету ВКП(б).
У 1947—1948 роках — 3-й секретар Великолуцького обласного комітету ВКП(б).
У 1948—1951 роках — завідувач відділу важкої промисловості ЦК КП(б) Білорусії.
У 1951—1954 роках — завідувач відділу будівництва та будівельних матеріалів ЦК КП(б) Білорусії.
У 1954—1955 роках — завідувач відділу будівництва та міського господарства ЦК КП Білорусії.
У листопаді 1955 — грудні 1957 року — 1-й секретар Гомельського обласного комітету КП Білорусії.
4 грудня 1957 — 18 червня 1968 року — секретар ЦК КП Білорусії. Одночасно з 18 грудня 1962 до 24 листопада 1964 року — голова бюро КП Білорусії з промисловості та будівництва.
З червня 1968 року — на пенсії.
Помер 15 червня 1978 року.

## Нагороди та відзнаки
- орден Леніна
- два ордени Трудового Червоного Прапора
- орден «Знак Пошани»
- медалі